# Dekanat Nowy Jiczyn

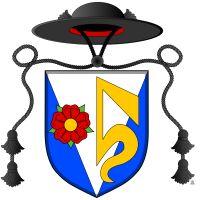
Herb dekanatu

Dekanat Nowy Jiczyn – jeden z 11 dekanatów tworzących diecezję ostrawsko-opawską Kościoła łacińskiego w Czechach. Obejmuje 27 parafii. Obowiązki dziekana pełni (2011) ks. Alois Peroutka, proboszcz parafii w Nowym Jiczynie.
Na terenie dekanatu znajdują się następujące parafie:
- Albrechtičky: Parafia św. Mikołaja
- Bartošovice: Parafia św. Andrzeja i Świętych Piotra i Pawła
- Bernartice nad Odrou: Parafia Nawiedzenia Panny Marii
- Frenštát pod Radhoštěm: Parafia św. Marcina
- Hodslavice: Parafia Boskiego Serca Pana
- Jeseník nad Odrou: Parafia Wniebowzięcia Panny Marii
- Kopřivnice: Parafia św. Bartłomieja
- Kunín: Parafia Podwyższenia Świętego Krzyża
- Libhošť: Parafia św. Jakuba
- Lichnov: Parafia Świętych Piotra i Pawłą
- Lubina: Parafia św. Wacława
- Mořkov: Parafia św. Jerzego
- Mošnov: Parafia św. Małgorzaty
- Nový Jičín: Parafia Wniebowzięcia Panny Marii
- Petřvald: Parafia św. Mikołaja
- Příbor: Parafia Narodzenia Panny Marii
- Rybí: Parafia Podwyższenia Świętego Krzyża
- Sedlnice: Parafia św. Archanioła Michała
- Starý Jičín: Parafia św. Wacława
- Šenov u Nového Jičína: Parafia św. Marcina
- Štramberk: Parafia św. Jana Nepomucena
- Tichá: Parafia św. Mikołaja
- Trnávka: Parafia św. Katarzyny
- Veřovice: Parafia Wniebowzięcia Panny Marii
- Vlčovice: Parafia Wszystkich Święŧych
- Ženklava: Parafia Nawiedzenia Panny Marii
- Životice u Nového Jičína: Parafia św. Jana Chrzciciela